# Paul Terrio
Paul Terrio (ur. 4 maja 1943 w Montrealu) – kanadyjski duchowny katolicki, biskup Saint Paul w latach 2012–2022.

## Życiorys
Święcenia kapłańskie otrzymał 23 maja 1970 i został inkardynowany do archidiecezji montrealskiej. Po kilkuletniej pracy w charakterze wikariusza przy archikatedrze został wykładowcą miejscowego kolegium, zaś w latach 1983–1994 wykładał w seminarium w Brasílii. Od 1995 pracował jako duszpasterz parafialny w Edmonton i w 2001 uzyskał inkardynację do tamtejszej archidiecezji. W 2012 mianowany kierownikiem instytutu teologicznego w Edmonton.
18 października 2012 papież Benedykt XVI mianował go ordynariuszem diecezji Saint Paul. Sakry biskupiej udzielił mu 12 grudnia 2012 arcybiskup metropolita Edmonton – Richard William Smith. 15 września 2022 papież Franciszek przyjął jego rezygnację z pełnionego urzędu, złożoną ze względu na wiek. 